# ازوئگوئتیدین
ازوئگوئتیدین (به انگلیسی: Isoliquiritigenin) با فرمول شیمیایی C۱۵H۱۲O۴ یک ترکیب شیمیایی با شناسه پاب‌کم ۶۳۸۲۷۸ است. که جرم مولی آن ۲۵۶٫۲۵ g/mol می‌باشد. 